# Ukash
Ukash foi um sistema de moeda virtual britânica que permitia aos usuários que trocassem seu dinheiro por um código de segurança para fazer pagamentos online. Foi adquirida pelo grupo Skrill em abril de 2014, que migrou o serviço online para um sistema de cartão de crédito seguro, adquirido pela Skrill um ano antes. Todos os vouchers existentes foram expirados depois de 31 de outubro de 2015, onde os restantes podem ser trocados pelo novo sistema.
O sistema permitia que os usuários trocassem seu dinheiro para um código de segurança. O código foi usado para fazer pagamentos on-line, para a recarga de cartões ou e-wallets ou para transferência de dinheiro. Os códigos foram distribuídos ao redor do mundo, participando de locais de varejo, quiosques e caixas eletrônicos.

## História
O serviço foi fundado em 2005.
Em 2013, a empresa apoiou o lançamento de AvoidOnlineScams.net, que oferece informações sobre como evitar fraudes on-line e ransomwares.
Em junho de 2014 a Ukash lançou o Ukash Travel Money Prepaid MasterCard, um cartão MasterCard pré-pago de euros e dólares que poderiam ser usados em qualquer lugar que aceitasse MasterCard.
Em abril de 2015, Ukash tornou-se parte da empresa Skrill. Como resultado, a moeda online da Ukash foi substituída para o sistema de paysafecard da Skrill em 31 de outubro de 2015.

## Funcionamento
Era dado ao usuário um código de 19 dígitos representando seu crédito pré-pago, semelhante ao bitcoin; O código era introduzido ao fazer uma transferência, pagamento ou compra on-line. Se a compra fosse menor do que o valor presente no código, um novo código de 19 dígitos poderia ser fornecido pelos comerciantes capazes de emitir o ukash, assim como a mudança off-line de transações em dinheiro.

## Golpes online
O "portador" de Ukash poderia gastá-lo on-line em qualquer lugar que fosse aceito. Alguns golpistas foram relatados por explorarem um erro do sistema Ukash, no qual era usado para extorquir códigos de vítimas, e assim conseguiam anunciar o crédito no mercado negro.
Os golpistas prometiam empréstimos baratos ou outros serviços em troca de uma taxa. Alguns itens oferecidos para venda em sites como o Gumtree, mas esses itens não existiam. Enquanto isso, outros golpistas iriam infectar um computador com um Ransomware e exigiam o pagamento através de métodos incluindo Ukash.
Em 2012, a companhia emitiu uma nota de aconselhamento aos consumidores sobre se manter seguro com Ukash. Na nota dizia: "A melhor forma para que os consumidores evitem de se tornarem vítimas de fraude, é guardar o código Ukash como se fosse dinheiro. Cada código Ukash é único e, como dinheiro, deve ser mantida a salvo e portanto, nunca forneça-o por e-mail ou dê a qualquer outra pessoa por telefone."
Ukash foi criado exclusivamente para fazer pagamentos on-line e para serem usadas por comerciantes participantes. A maioria das fraudes on-line reportadas com Ukash, consistiam-se com um golpista pedindo o código da vítima pelo e-mail ou por telefone, praticando engenharia social.